# Zeekr Technology Europe
Zeekr Technology Europe AB, tidigare kallat China Euro Vehicle Technology AB, förkortat CEVT, är ett tekniskt forsknings- och utvecklingsföretag verksamt inom bilindustrin som ägs av kinesiska Zhejiang Geely Holding Group. Bolaget har sedan  2020 sitt säte i Geely Innovation Centre på Lindholmen Science Park i Göteborg.

## Verksamhet
Företaget utvecklar gemensam teknik, såsom. bilplattformar, arkitektur, kraftöverföring och drivlinor åt Geelys bilmärke Zeekr. Tidigare har de även arbetat med Volvo, Polestar, Lotus, LEVC (London-taxi) samt Lynk & Co.

## Historia
När Geely köpte Volvo använde de plattformar och teknik från den tidigare ägaren Ford. Volvo anställde Mats Fägerhag, som tidigare varit utvecklingschef på Saab för att hitta en utvecklingspartner för sina mindre bilmodeller.
Geely planerade att köpa ett forsknings och utvecklingscenter i Europa, men istället grundades CEVT 2013 med Mats Fägerhag som VD och med många ingenjörer med bakgrund från Saab i närliggande Trollhättan.
Första uppdraget var att utveckla bottenplattan, som kom att kallas CMA-platform, till de mindre Volvomodellerna och sedan även Lynk & Co och ett antal Geelymodeller. Skillnaden är dock att till Volvo och Geely utvecklade CEVT bara bottenplattan, men till Lynk utvecklade man hela bilarna, inklusive kaross och inredning och detta uppdrag resulterade i modellerna Lynk & Co 01, 02 och 03.
År 2016 presenterades Lynk & Co 01, (men kom till den svenska marknaden först 2021) och 2017 presenterades Volvo XC40, som byggdes på CMA-bottenplattan. År 2019 presenterades en 7-växlad automatväxellåda med dubbelkoppling.
Den 4 september 2023 blev Giovanni Lanfranchi ny VD för CEVT och har under året innan börjat beskriva sig som det europeiska utvecklingscentret för Zeekr, men också att deras utvecklingsarbete går att hitta i Geelykocernens övriga varumärken såsom Geely, Volvo, Lynk & Co och Lotus. I mars 2024 fick företaget sitt nuvarande namn.